# Sorge (Harz)
Sorge ist ein Ortsteil der Stadt Oberharz am Brocken im Harz im Landkreis Harz (Sachsen-Anhalt).

## Geografische Lage
Sorge liegt an der Bundesstraße 242 zwischen Braunlage und Tanne (Harz), unweit der niedersächsischen Grenze. Westlich des Ortes zweigt eine Verbindungsstraße über das Forsthaus Wietfeld nach Elend ab. Ferner führt durch den Ort die Harzquerbahn, die hier über einen Haltepunkt verfügt. Bis nach dem Zweiten Weltkrieg hatte der Ort auch einen Anschluss an die Schmalspurbahn Walkenried–Braunlage/Tanne.

## Namensentstehung
Dem Onomastiker Karlheinz Hengst zufolge signalisiert die gleichlautend und ähnlich in anderen mitteldeutschen Regionen als Ortsname vorkommende Bezeichnung Sorge die zur Zeit der Gründung des Ortes herrschenden sorgenvollen Verhältnisse. Im Ort selbst ist hingegen die Auffassung verbreitet, dass sich der Name Sorge von dem mittelhochdeutschen Wort Zarge = Grenze ableitet. Im Mittelalter und ab dem 16. Jahrhundert verliefen bei Sorge – wie auch bei anderen Harzorten – die Grenzen verschiedener Herrschaftsbereiche. Nach dem Wiener Kongress verlief bei Sorge die Grenze zwischen dem Königreich Preußen und dem Herzogtum Braunschweig.

## Geschichte

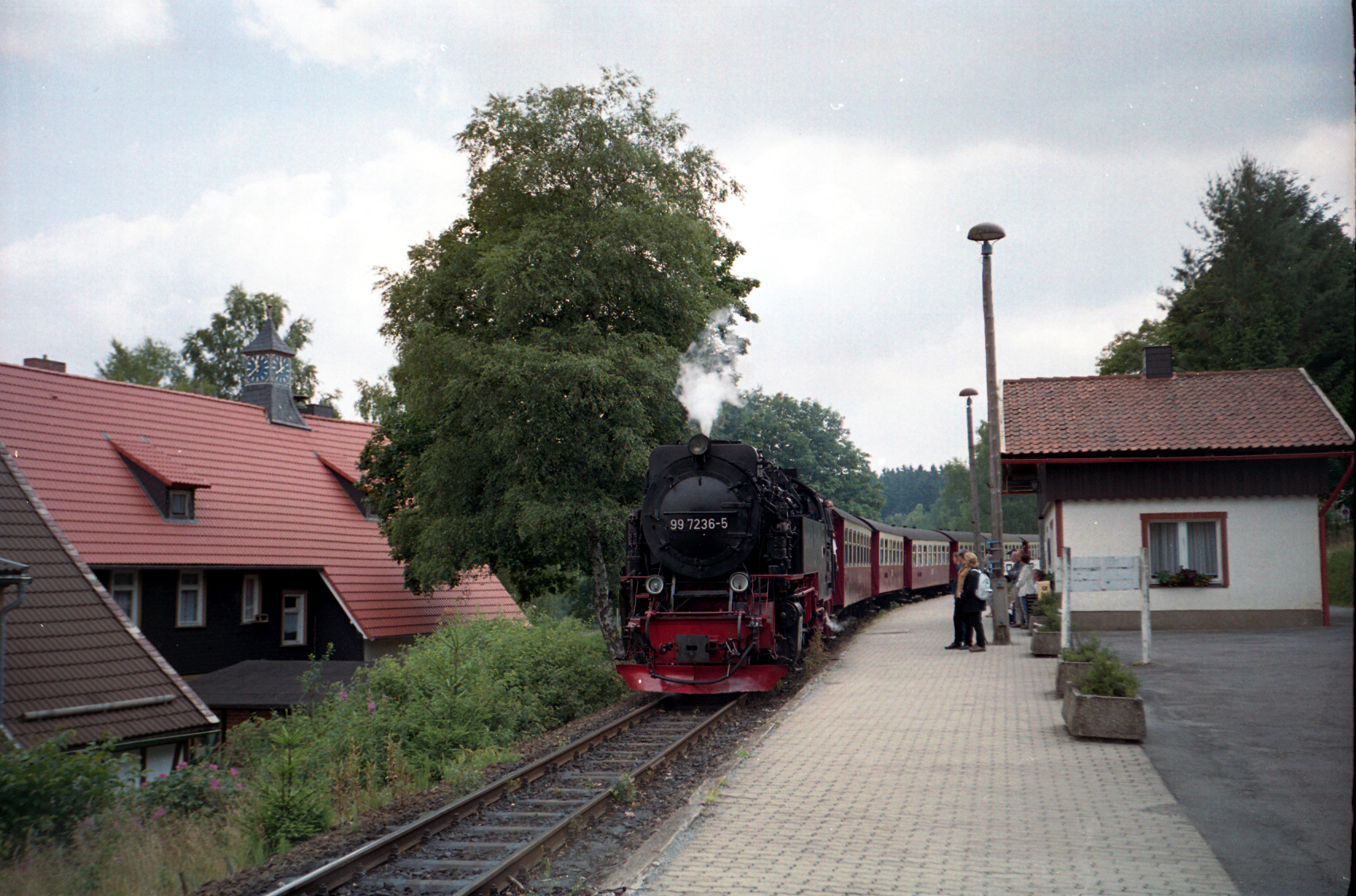
Haltepunkt der Harzquerbahn

Der Ort ist aus einem Hüttenwerk (Eisenhammer zur Produktion von Eisen) hervorgegangen, das 1224 als Niedervogelsfelde erwähnt wird. Das eigentliche Hüttenwerk Sorge und damit auch der Ortsname entstand erst zu Beginn des 16. Jahrhunderts. 1506 wird ein Hüttenmeister zu Sorge erwähnt. Die Bewohner sorgten zum größten Teil durch Köhlerei und die Viehwirtschaft für ihren Lebensunterhalt. Der Ort lag früher im Amt Benneckenstein der Grafschaft Hohnstein. Zur Zeit der französischen Besetzung des Harzes (1807 bis 1813) gehörte Sorge zum Königreich Westphalen und war Teil des Harzdepartements, Distrikt Nordhausen, Kanton Benneckenstein.
Benneckenstein mit Sorge gehörte vor dem Zweiten Weltkrieg nicht zum Hannoverschen Anteil der Grafschaft Hohnstein, sondern als Exklave zum preußischen Landkreis Grafschaft Hohenstein im Regierungsbezirk Erfurt der Provinz Sachsen (s. z. B. Karte der Grafschaft Hohenstein, um 1910). Bis ca. 1740 war Benneckenstein schwarzburgisch (teils Sondershausen, teils Rudolstadt) und wurde damals schrittweise von Brandenburg-Preußen erworben.
Mit Eröffnung der Harzquerbahn erhielt der Ort Sorge im März 1899 Anschluss an das Eisenbahnnetz. Bereits im August des gleichen Jahres folgte mit der Eröffnung der Zweiglinie der Südharzbahn ein weiterer Anschluss. Die Bahnen wurden durch ein Brückenbauwerk übereinander weg geführt. Eine Gleisverbindung gab es aus behördlicher Konkurrenzangst zunächst nicht. Der Bahnsteig der Südharzbahn lag etwa sieben Meter über dem der Harzquerbahn auf einem Damm. Das Umsteigen der Fahrgäste über Stufen im Hang wurde stets als lästig empfunden. 1911 baute man eine eiserne Überführung mit Gepäckaufzug, Gleisbrücke und Treppe, die das Queren der Gleise überflüssig machte. Erst 1913 wurde ein Verbindungsgleis gebaut, das zunächst nur für Kurswagen im Personenverkehr gedacht war. Später befuhren alle Personenzüge den Bahnhof Sorge der Harzquerbahn an. Züge, die nach Tanne weiterfahren sollten, fuhren dann zurück auf die Südharzbahn-Strecke und von da aus weiter am oberen Haltepunkt vorbei Richtung Tanne.
Durch die deutsche Teilung hielten in Sorge nach 1945 nur noch Züge der Harzquerbahn. Das Empfangsgebäude wurde wegen Schwammbefall und im Zuge von Grenzsicherungsmaßnahmen 1975 abgerissen. Zu erkennen ist noch der einstige Standort. Für die Harzquerbahn wurde 1974 ein neuer Haltepunkt in der Ortsmitte errichtet.
Nach der am 26. Mai 1952 von der DDR-Regierung erlassenen „Verordnung über Maßnahmen an der Demarkationslinie zwischen der DDR und den westlichen Besatzungszonen Deutschlands“ gelangte Sorge in den Bereich der Grenzsicherungsmaßnahmen. Damit wurde der Ort auch vom übrigen Gebiet der DDR weitgehend abgeschnitten. Nichteinwohner konnten in Sorge lebende Verwandte nur mit einem Passierschein besuchen. Diese Restriktionen betrafen auch den Fremdenverkehr.
Im Grenzabschnitt bei Sorge wurde als eines der Grenzopfer am 8. Dezember 1979 der 15-jährige Schüler Heiko Runge erschossen.
Am 12. Dezember 1989 um 11.30 Uhr, deutlich nach dem Berliner Mauerfall, wurden die Grenzbefestigungen auch an der F 242, heute B 242 zum benachbarten Braunlage geöffnet.
Am 25. Juli 1952 wurde Sorge in den Kreis Wernigerode des neu gebildeten DDR-Bezirks Magdeburg integriert. Seit 1990 gehört es zum Bundesland Sachsen-Anhalt. Als Teil des Landkreises Wernigerode kam Sorge am 1. Juli 2007 zum neu gebildeten Landkreis Harz.
Am 1. Januar 2010 schloss sich die Gemeinde Sorge mit den Gemeinden Elend, Stiege und Tanne sowie den Städten Elbingerode (Harz), Hasselfelde und Benneckenstein (Harz) zur Stadt Oberharz am Brocken zusammen.

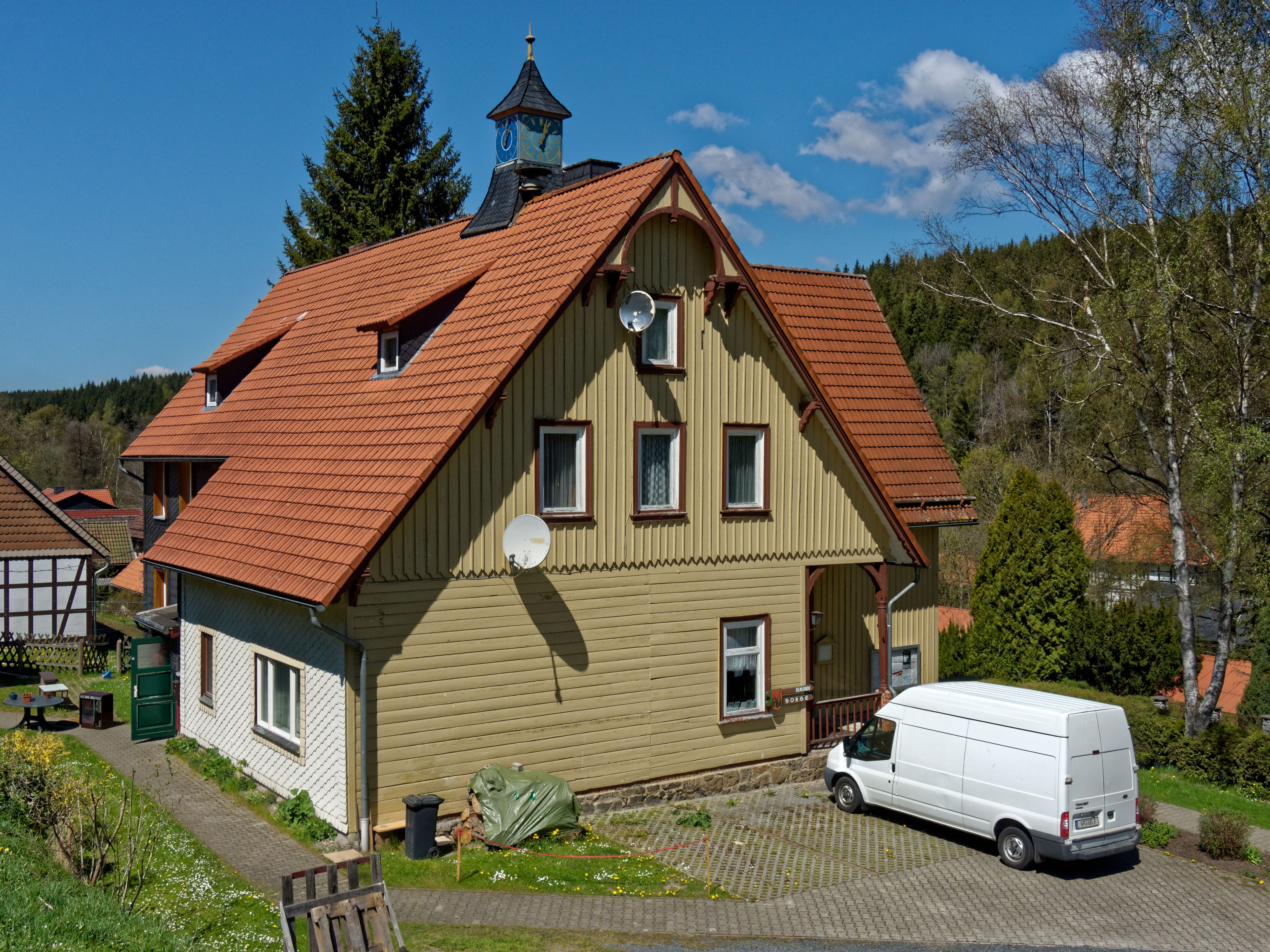
Ehem. Rathaus

## Politik

### Bürgermeister
Ortsbürgermeister waren:
- bis 1945 Schoepel
- ab 1945 Donner
- ab 1946 Teichert
- von 1947 bis 1952 Fischer und Oberländer
- von 1952 bis 1970 Richard Schmidt
- von 1970 bis 1990 Rolf Tronnier
- von 1990 bis 1994 Otfried Wüstemann
- von 1994 bis 2001 Rolf Tronnier
- von 2001 bis 2019 Inge Winkel
- von 2019 bis zu seinem Tod im April 2023 Otfried Wüstemann (parteilos).

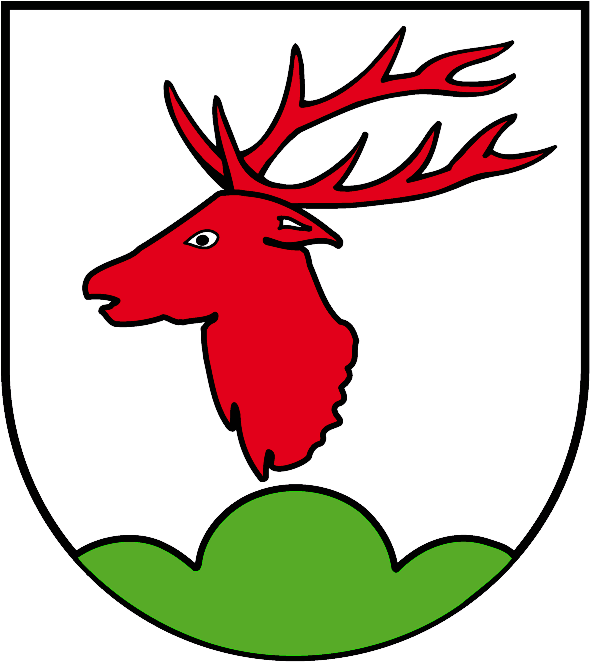
Wappen von Sorge

### Wappen
Blasonierung: „In Silber ein roter Hirschkopf mit zehnendigem Geweih über grünem Dreiberg.“
Sorge führte ein Wappen in Gewohnheitsrecht, das weder heraldisch korrekt dargestellt noch staatlich genehmigt war. Der Kommunalheraldiker Jörg Mantzsch erhielt 1995 darum den Auftrag, ein Wappen zu entwickeln, das Elemente des bisherigen Wappens aufnimmt. So wurden ein Hirschkopf im Sinne pars pro toto und ein Dreiberg in Bezug zur naturellen Umgebung gewählt.
Die Farben von Sorge sind: Rot – Silber (Weiß).

## Gedenkstätten
- Sammelgrabstätte auf dem Ortsfriedhof für neun namentlich unbekannte Litauer, die als Kriegsgefangene oder Zivilarbeiter während des Zweiten Weltkrieges nach Deutschland verschleppt und Opfer von NS-Zwangsarbeit wurden.

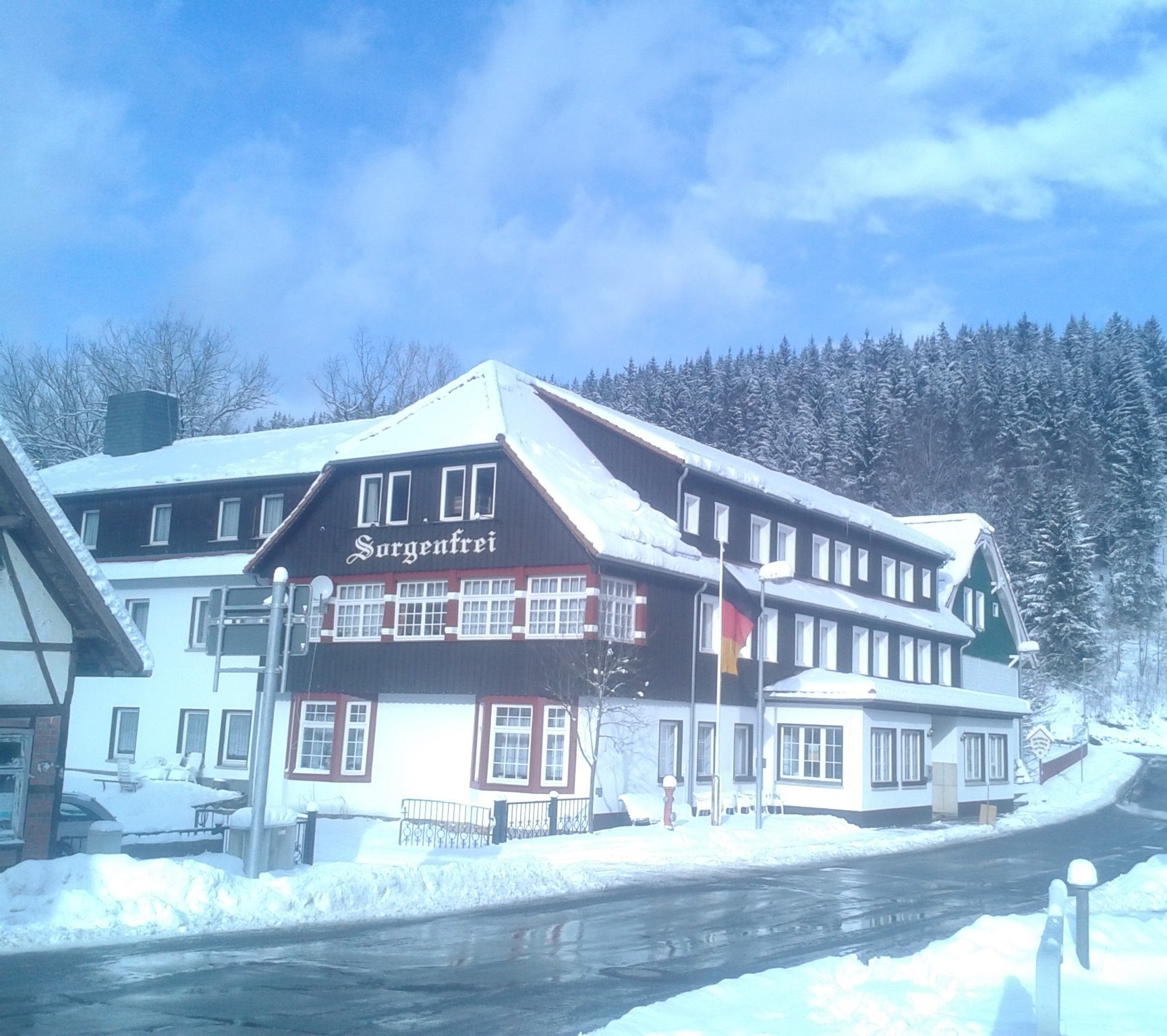
Hotelgebäude „Sorgenfrei“

## Tourismus
Sorge ist seit Anfang des 20. Jahrhunderts touristisch erschlossen. Die Harzquerbahn und die Nähe zur Bundesstraße 242 sorgen für eine gute Verkehrsanbindung. Der Ort liegt im Naturschutzgebiet Harzer Bachtäler sowie an mehreren Wanderwegen und bietet Einstiege in das Mountainbike- und Skilanglaufnetz. Das Ortsbild wird von einigen Fachwerkhäusern geprägt, die unter Denkmalschutz stehen.
Die Dokumentationsstätte im Landhaus Weichelt, Köhlerberg 4, verschafft Informationen zur Ortsgeschichte. Darüber hinaus gibt es Ausstellungen zu verschiedenen Themen, vor einigen Jahren zum Beispiel „Archäologische Funde beim Neubau der Bundesstraße 6n“ oder „Otto der Große – Bayern und Europa“. Ausstellungen werden hier nicht mehr angeboten.
Etwa zwei Kilometer vom Ortskern in Richtung Westen liegt das örtliche Freilichtmuseum zur Geschichte der Grenze e. V. mit einem Stück im Originalzustand erhaltener Grenzanlagen und dem „Ring der Erinnerung“. Zudem befindet sich seit 2007 ein Museum zu gleicher Thematik im ehemaligen Gebäude des Sorger Haltepunktes.

## Sehenswürdigkeiten
- Faktorei, erbaut 1756
- Rundwanderwege mit Informationstafeln
- Ausstellung des Grenzmuseums im Bahnhofsgebäude
- Historisches Hotelgebäude „Sorgenfrei“, erbaut 1771
- Beleuchtete Futterstelle zur Wildbeobachtung
- Spielplatz mit Doppelschaukel